# 쥬라기 월드: 새로운 시작
《쥬라기 월드: 새로운 시작》(영어: Jurassic World Rebirth)은 2025년 개봉한 미국의 SF 스릴러 영화이다. 개러스 에드워즈가 감독을 맡았으며, 데이비드 켑이 각본을 썼다. 《쥬라기 월드: 도미니언》 (2022년)의 독립 속편이자 쥬라기 월드 시리즈의 4번째 영화이며, 쥬라기 공원 프랜차이즈의 전체 7번째 작품이다. 스칼렛 요한슨, 마허셜라 알리, 조너선 베일리, 루퍼트 프렌드, 마누엘 가르시아룰포, 에드 스크라인이 출연한다.
영화 작업은 《쥬라기 월드: 도미니언》 개봉 직후 시작되었으며, 총괄 프로듀서 스티븐 스필버그는 켑을 영입하여 시리즈의 새로운 작품을 개발하도록 도왔다. 켑은 이전에 오리지널 쥬라기 공원 영화 (1993년)를 공동 집필했으며, 그 속편인 《쥬라기 공원 2: 잃어버린 세계》 (1997년)를 집필했다. 《새로운 시작》의 개발은 2024년 1월에 처음 보도되었다. 에드워즈는 한 달 후 감독으로 고용되었고, 그 직후 캐스팅이 시작되었다. 본 촬영은 2024년 6월부터 9월까지 태국, 몰타, 영국에서 진행되었다.
《쥬라기 월드: 새로운 시작》은 2025년 6월 17일, 런던의 오데온 럭스 레스터 스퀘어에서 시사회를 가졌으며, 7월 2일, 유니버설 픽처스를 통해 미국과 캐나다에서 개봉되었다. 비평가들로부터 엇갈린 평가를 받았지만, 일부는 이전 작품들보다 개선되었다고 평가했다. 1억 8천만 달러의 예산으로 전 세계적으로 3억 2,200만 달러 이상을 벌어들여 2025년 최고 흥행 영화 중 10위를 기록했다.

## 줄거리
2010년, 쥬라기 월드 사건 5년 전, 인젠(InGen)은 대서양의 일생튀베르 섬에 있는 연구실을 이용하여 유전자 변형 돌연변이 공룡들을 만들었다. 이 피조물 중 하나인 기형적인 여섯 다리를 가진 티라노사우루스 "디스토르투스 렉스"가 격리 구역을 탈출하여 직원을 죽이고 혼란을 야기하자, 시설 직원들은 섬을 포기할 수밖에 없었다. 17년 후인 2027년, 지구의 기후는 탈멸종된 동물들이 생존하기에 부적합해진다. 그들은 중생대 기후와 유사한 적도 주변 지역에 머물 수밖에 없게 되었고, 이 지역들은 여행 금지 구역으로 지정되었다.
제약 회사 파커제닉스의 임원 마틴 크렙스는 심장 질환의 새로운 치료법의 핵심을 쥐고 있는 세 가지 가장 큰 남아 있는 선사 시대 표본에서 생체 재료 샘플을 회수하는 최고 기밀 임무에 전직 비밀 작전 전문가 조라 베넷을 고생물학자 헨리 루미스 박사와 협력시킨다. 수리남의 한 바에서 조라는 오랜 친구 던컨 킨케이드를 영입하여 원정대를 이끌도록 한다. 던컨은 보트 운전사 르클레르, 용병 니나, 보안 책임자 바비 앳워터를 데려온다.
그들은 일생튀베르 섬으로 가서 수중 모사사우루스, 지상 티타노사우루스, 그리고 조류 케찰코아틀루스로부터 샘플을 추출한다. 그들은 섬 주변을 항해하던 루벤 델가도, 그의 딸 테레사와 이사벨라, 그리고 테레사의 남자친구 자비에로 구성된 가족을 난파시킨 모사사우루스를 추적한다. 그들은 가족을 구출하고 조라는 모사사우루스에서 샘플을 성공적으로 추출한다. 그러나 모사사우루스는 스피노사우루스 무리와 함께 돌아와 배를 공격하여 바비와 니나를 죽인다. 마틴은 임무의 비밀을 보호하기 위해 테레사가 구조를 요청하는 것을 막았고, 테레사와 델가도 가족이 배에서 떨어졌을 때 그들을 돕는 것을 거부한다. 모사사우루스는 배를 좌초시켜 팀을 섬에 고립시킨다. 조라는 24시간 내에 구조 헬리콥터가 섬을 돌 것이라고 알려준다.
팀은 티타노사우루스로부터 두 번째 샘플을, 케찰코아틀루스 알로부터 세 번째이자 마지막 샘플을 성공적으로 추출하지만, 르클레르는 케찰코아틀루스에게 잡아먹혀 죽는다. 한편, 델가도 가족은 다른 곳에 고립되어 정착지를 찾는다. 그들은 이사벨라가 입양하여 돌로레스라고 이름 붙인 아퀼롭스, 파라사우롤로푸스 시체를 먹는 딜로포사우루스, 그리고 강을 따라 델가도 가족을 쫓는 티라노사우루스 렉스를 포함한 다양한 공룡들을 만난다.
두 그룹은 헬리콥터 탈출을 위해 버려진 연구실에서 재회하지만, 돌연변이 랩터/익룡 혼종인 "뮤타돈" 무리의 공격을 받는다. 마틴은 조라로부터 샘플을 훔쳐 헬리패드로 도망치려 한다. 헨리가 조명탄을 터뜨리자 헬리콥터가 도착하지만, 디스토르투스 렉스에 의해 파괴되고, 디스토르투스 렉스는 나중에 마틴을 삼킨다. 생존자들은 지하 활주로를 통해 시설과 연결된 보트를 찾아낸다. 던컨은 조명탄을 사용하여 D. 렉스의 주의를 돌리고, 나중에 그룹과 재회하여 탈출한다. 샘플을 손에 넣은 조라와 헨리는 특허 없이 새로운 약을 배포하여 전 세계에 오픈 소스로 제공하기로 동의한다.

## 출연진
- 스칼렛 요한슨 - 조라 베넷, 비밀 작전 전문가[4]
- 마허셜라 알리 - 던컨 킨케이드, 조라의 팀장[5]
- 조너선 베일리 - 헨리 루미스 박사, 고생물학자[4]
- 루퍼트 프렌드 - 마틴 크렙스, 제약 회사 직원[4]
- 마누엘 가르시아룰포 - 루벤 델가도, 난파된 민간인 가족의 아버지[4]
- 루나 블레이즈 - 테레사 델가도, 루벤의 큰딸[4]
- 데이비드 아이아코노 - 자비에 도브스, 테레사의 남자친구[4][6]
- 오드리나 미란다 - 이사벨라 델가도, 루벤의 막내딸[4]
- 에드 스크라인 - 바비 앳워터, 조라 팀의 일원[4][6]
- 베키르 실뱅 - 르클레르, 조라 팀의 일원[7]
- 필리핀 벨주 - 니나, 조라 팀의 일원[4][6]

## 제작

### 배경
데이비드 켑은 오리지널 영화인 《쥬라기 공원》(1993)을 공동 집필했으며, 쥬라기 공원(1990)과 《잃어버린 세계(1995) 소설을 쓴 마이클 크라이튼과 함께 시나리오 작가로 이름을 올렸다. 켑은 후자의 영화 각색작인 《쥬라기 공원 2: 잃어버린 세계》(1997)의 단독 작가로 돌아왔다. 스티븐 스필버그는 두 영화를 감독했으며, 쥬라기 공원 프랜차이즈의 향후 작품에 총괄 프로듀서로 다시 참여할 것이다.
켑은 처음에는 시리즈에 더 이상 기여할 것이 없다고 생각하여 다른 영화를 집필할 기회를 거절했다. 그는 여전히 후속 영화에 대한 자문을 받았고 결국 《쥬라기 월드: 도미니언》(2022)에서 무단으로 각본 작업을 했다. 콜린 트러보로는 감독이자 공동 작가로서 9년 동안 쥬라기 월드 삼부작을 작업했으며, 자문 역할로 돌아올 가능성을 제외하고는 다른 영화에는 복귀하지 않을 것이라고 말했다.

### 개발
《쥬라기 월드: 새로운 시작》의 개발은 《도미니언》 개봉 직후 시작되었으며, 최종 영화에 크게 반영된 스필버그의 초기 이야기 아이디어를 바탕으로 한다. 스필버그는 켑에게 자신의 아이디어를 제시하고 시리즈의 새 영화를 집필하는 것에 대해 물었고, 이는 다른 아이디어들의 교환으로 이어졌다. 켑은 스필버그가 제작에 깊이 관여할 것이라는 것을 알고 프로젝트를 맡았다. 그들은 6개월 동안 각본 개발을 위해 긴밀히 협력했으며, 특히 첫 번째 영화의 톤을 살리려 노력했다. 켑은 또한 "우리는 초기부터 첫 번째와 두 번째 삼부작이 이야기가 마무리되었으므로, 어떤 식으로든 우리 자신을 제한하지 말고 새로운 장소에 완전히 새로운 캐릭터들을 등장시키기로 결정했다"고 말했다.
켑은 인간이 공룡 환경에 있는 개념을 다시 다루고 싶어 했다. 반면 이전 두 영화는 동물들이 전 세계 사람들과 함께 사는 방향으로 전환되었는데, 켑은 이에 대해 "더 이상 갈 곳이 없다"고 말했다. 그는 이 아이디어가 충분히 탐구되었다고 느꼈고, 이어서 "일단 그렇게 되면, 세상 어디든 갈 수 있고 원하는 만큼 미친 공룡 상황을 만들 수 있다. 나는 더 제한적이었다. 나는 제한이 자유를 준다고 생각한다. [...]. 우리는 사실 세 편의 쥬라기 월드 영화보다 더 쉬운 시간을 보냈는데, 그 영화들은 너무 커져서 작업하기 어려웠기 때문이다"라고 말했다.
켑과 스필버그는 공룡 연구 개발을 위한 비밀 섬 시설에 대한 이야기를 고안했고, 캐릭터들이 왜 그런 곳을 방문하는지 알아내야 했다. 켑에 따르면, "조사를 하는 동안, 나는 특정 공룡, 특히 더 큰 공룡들이 비정상적으로 긴 수명을 가지고 있다는 것을 발견했는데, 그 이유는 심장병 발병률이 현저히 낮았기 때문이다. 이는 인간의 가장 큰 사망 원인이 심장병이기 때문에 그들의 DNA에서 약물을 합성할 수 있다는 아이디어로 이어졌다." 콜로설 바이오사이언스의 공동 설립자 벤 램은 이 전제가 현실적이라고 말했다. "우리가 잃고 있는 모든 종에는 숨겨진 치료법과 숨겨진 데이터가 있다." 처음에는 켑이 앳워터 캐릭터를 더 비중 있게 다루고, 그가 나중에 크렙스와 협력하여 다른 사람들을 배신하도록 계획했다.
각본을 쓰기 전에 켑은 프랜차이즈의 이전 6편의 영화를 다시 보았다. 그는 또한 거의 30년 만에 처음으로 크라이튼의 쥬라기 공원 소설들을 다시 읽고, 두 책의 개념들을 통합했다. 《새로운 시작》에는 첫 번째 소설에 나오는 장면이 포함되어 있는데, 이 장면은 영화 각색에서는 삭제되었으며, 뗏목을 탄 캐릭터들이 티라노사우루스 렉스로부터 탈출해야 하는 장면이다. 헨리 루미스 캐릭터의 독백 또한 소설에서 가져왔고, 켑이 《쥬라기 공원》 초기 초고에서 이안 말콤 캐릭터를 위해 쓴 사용되지 않은 대사도 포함되어 있다.
공룡의 포함 외에는 각본을 쓰는 데 따라야 할 이야기 요구 사항이 없었지만, 켑은 자신을 위한 규칙 목록을 작성했다. 이 중에는 영화가 정확한 과학을 기반으로 해야 하고, 이전 영화의 어떤 사건도 뒤바꾸지 않아야 하며, 유머러스한 대사가 포함되어야 한다는 것이 있었다. 그는 또한 돌연변이가 아닌 공룡들을 괴물이 아닌 동물로 묘사하려 노력했으며, 그들의 행동은 배고픔이나 영역 방어에 의해 좌우된다고 말했다.
2023년 9월까지 켑은 본격적으로 각본을 쓰기 시작했으며, 3개월 후 초고를 제출했다. 쥬라기 월드 삼부작의 프로듀서인 프랭크 마셜과 패트릭 크롤리는 《새로운 시작》에 복귀할 것이다. 또 다른 작품이 언젠가 나올 것으로 예상되었지만, 마셜과 크롤리는 첫 초고가 제출될 때까지 스필버그가 이미 프로젝트를 작업하고 있다는 사실을 알지 못했다. 2025년 중반 개봉을 목표로 했기 때문에, 프로듀서들은 제한된 제작 시간에 놀랐지만, 곧 그것이 충분하다고 판단했다.

### 사전 제작
이 프로젝트는 2024년 1월 말에 공개되었는데, 새로운 쥬라기 월드 영화가 유니버설 픽처스에 의해 개발 중이라고 보도되었다. 이전 쥬라기 월드 영화들과 마찬가지로, 이 새 작품은 마셜과 크롤리가 더 케네디/마셜 컴퍼니를 통해 제작할 것이며, 스필버그는 앰블린 엔터테인먼트를 통해 총괄 프로듀서를 맡을 것이다. 이 프로젝트의 개발은 한동안 진행 중이었으며, 켑이 이미 여러 초고를 작성했다. 프로듀서들은 또한 공룡 디자인을 포함한 일부 사전 제작 작업을 완료했는데, 이는 결국 감독의 창의적인 기여가 최소화될 것임을 의미했다. 이 직책은 《쥬라기 월드: 도미니언》이 대부분 부정적인 평가를 받았기 때문에 프로듀서들이 더 많은 창의적 통제권을 갖기를 원했으므로 "작가보다는 촬영 감독에 가깝다"고 묘사되었다.

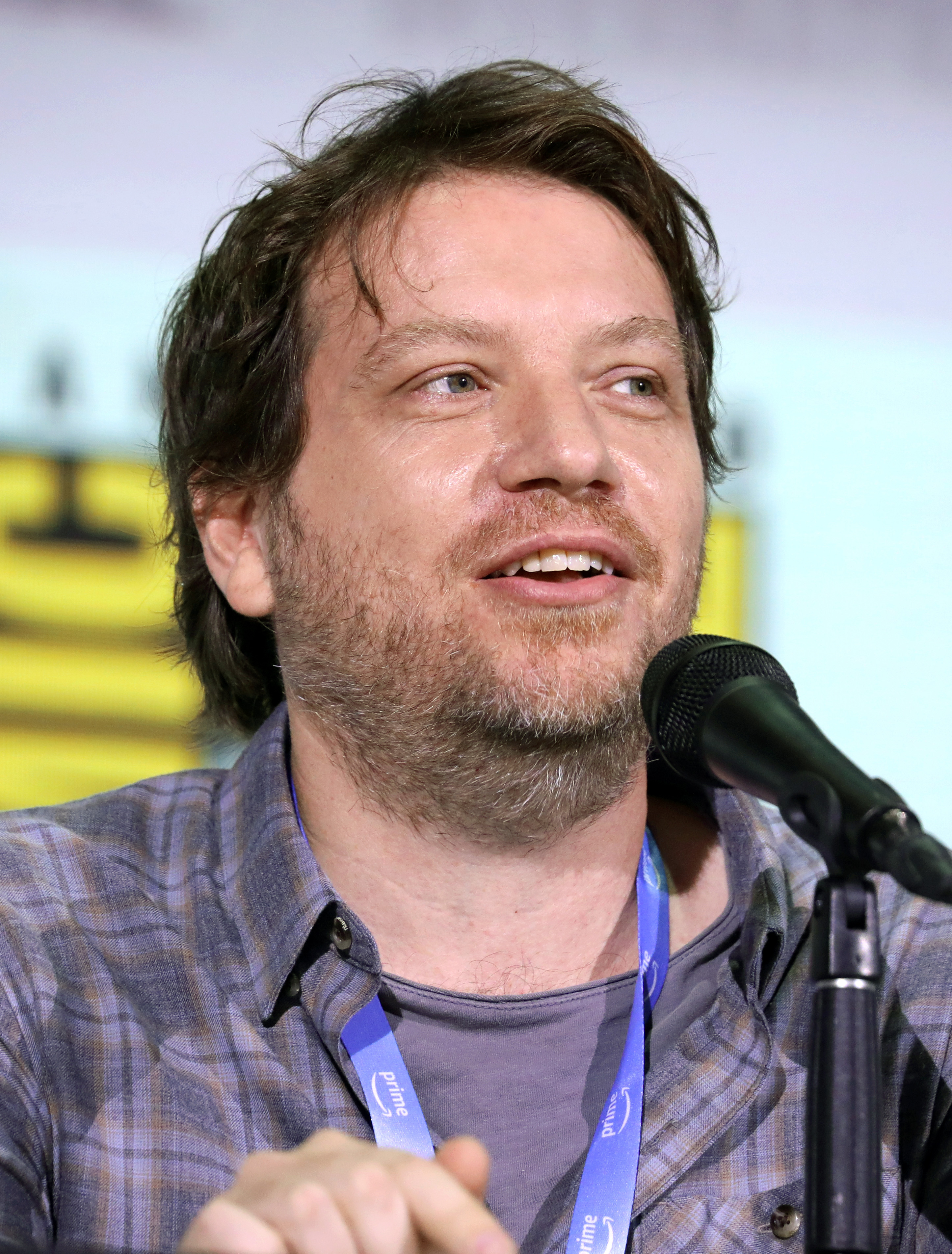
감독 개러스 에드워즈

이전에 《쥬라기 월드》의 보조 감독을 맡았던 데이비드 리치는 2024년 2월 초 잠시 감독직을 논의했지만, 며칠 후 협상이 결렬되었다. 이는 프로젝트의 진행 상황이 그의 창의적인 기여를 위한 여지를 거의 남기지 않았기 때문이다. 개러스 에드워즈는 그 달 말 감독으로 발표되었는데, 그의 이전 영화에서 사용된 시각적 스타일이 쥬라기 월드 시리즈에 이상적이라고 여겨져 선정되었다. 그의 CGI 경험 또한 선정 요인이었다. 게다가 스필버그는 에드워즈의 영화 《고질라》(2014)를 좋아했고, 에드워즈는 오리지널 쥬라기 공원의 팬이다.
《크리에이터》(2023)를 마친 후, 에드워즈는 스튜디오 영화 제작에서 잠시 휴식을 취하고 자신의 프로젝트에 집중할 계획이었다. 그는 새 영화를 집필하느라 바빴을 때 쥬라기 월드 프로젝트 제안을 받았는데, 그는 이를 "모든 것을 버리고 뛰어들 수 있는 유일한 영화"라고 묘사했다. 《크리에이터》를 마친 후 지쳐 있던 그는 켑의 초고가 감독직을 거절할 이유를 주기를 바랐지만, 대신 설득되었다. 그는 마셜과 만난 후 스필버그와 프로젝트 및 가능한 변경 사항에 대해 논의했고, 곧 감독으로 고용되었다. 에드워즈는 영화를 완성하는 데 1년 반도 채 남지 않았는데, 이는 보통 2년 반이 걸리는 과정이라고 말했다. 초기에 그는 영화 개봉을 연기할 것을 제안했지만, 이 아이디어는 즉시 거절되었다. 그는 켑의 각본 덕분에 빠른 전환이 가능했다고 말했다. "모두가 '저걸 만들자. 우리가 원하는 게 저거다'라고 말하고 있었다. 그래서 비교적 순조로운 진행이었다."
에드워즈는 켑의 각본에 따라 유머와 공포 요소의 균형을 유지하려 노력했으며, 후자는 이전 쥬라기 월드 영화보다 더 강조되었다. 켑은 에드워즈에게 각본 개선을 위한 제안을 하도록 격려했다. 케찰코아틀루스 둥지 장면은 에드워즈가 수정한 부분 중 하나였다. 원래 동굴에서 벌어지는 것으로 쓰였지만, 그는 배경을 버려진 고대 사원으로 변경했다. 주유소 미니 마트 장면은 처음에는 다른 장소로 설정되었지만, 에드워즈가 변경했다. 그는 결국 영화의 단축된 제작 기간이 유익하다는 것을 알게 되었다. "시간이 너무 많으면 미루고, 효과 없는 것을 시도한다."

### 캐스팅
《쥬라기 월드: 새로운 시작》은 이전 작품에서 출연했던 배우가 한 명도 포함되지 않은 시리즈 최초의 영화이다. 캐스팅은 2024년 3월에 진행 중이었으며, 이후 3개월 동안 계속되었다.
조라 캐릭터는 성별에 관계없이 쓰인 역할이었다. 조라 역을 맡기 위해 다양한 배우들이 고려되었으며, 제니퍼 로렌스는 이 역할을 거절했다. 스칼렛 요한슨은 이미 프랜차이즈의 팬이었고 10년 넘게 합류하기를 희망했다. 《새로운 시작》이 개발 중일 때, 그녀는 스필버그와의 만남을 주선하고 어떤 방식으로든 출연하고 싶다는 생각을 제안했다. 에드워즈는 감독으로 계약한 후 요한슨의 관심을 알게 되었고 즉시 그녀를 조라 역으로 캐스팅했다. 그녀는 켑과 함께 자신의 캐릭터를 더 발전시켰다.
조너선 베일리 또한 캐스팅되었는데, 이는 2024년 영화 《위키드》에서의 그의 연기에 감명받은 유니버설 경영진의 제안이었다. 에드워즈는 TV 시리즈 《링컨 차를 타는 변호사》의 에피소드에서 마누엘 가르시아룰포를 보고 캐스팅했다. 마찬가지로 그는 루퍼트 프렌드가 《홈랜드》의 한 에피소드에서 보여준 연기에 감명받아 그를 캐스팅했다. 프렌드는 켑과 함께 자신의 캐릭터를 더 다차원적으로 만들었다.
영화에 캐스팅된 다른 배우들로는 마허셜라 알리, 루나 블레이즈, 데이비드 아이아코노, 오드리나 미란다, 그리고 베키르 실뱅이 있다. 애니메이션 시리즈 《쥬라기 월드: 백악기 어드벤처》(2020–2022)에서 데이브 목소리를 맡았던 글렌 파월은 한 역할을 거절했다.

### 촬영
존 매시슨이 촬영 감독을 맡았다. 에드워즈는 스필버그의 영화 제작 스타일을 모방하고 싶어 했고, 첫 번째 영화의 분위기를 재현하기 위해 35mm 필름을 사용하여 프로젝트를 촬영했는데, 이는 그에게는 처음 있는 일이었다. 제작진은 파나비전의 카메라와 아나모픽 렌즈를 사용했다.
코스타리카는 일생튀베르 섬을 묘사하기 위한 촬영 장소로 강력하게 고려되었지만, 도미니카 공화국, 모리셔스, 파나마도 가능한 장소로 포함되었다. 에드워즈가 고용된 후, 그는 자신이 《크리에이터》를 촬영했던 태국에서 촬영할 것을 제안했다. 스필버그와 프로듀서들은 즉시 이 아이디어를 승인했으며, 태국의 풍경이 일생튀베르 섬을 묘사하기에 이상적이라고 판단했다. 태국의 작은 어촌 마을에서는 조라가 던컨을 만나는 남아메리카 해변 바 장면도 촬영되었다. 에드워즈는 가능한 한 많은 현장 촬영을 시도했다. 《크리에이터》의 프로덕션 디자이너인 제임스 클라인은 《쥬라기 월드: 새로운 시작》을 위해 에드워즈와 다시 합류할 것이다. 촬영이 시작되자 스필버그는 에드워즈에게 모든 창의적 통제권을 넘겼고, 나중에 데일리에 깊은 인상을 받았다.
본 촬영은 2024년 6월 13일 태국에서 시작되었고, 가제목은 사가(Saga)였다. 태국에서의 촬영은 한 달간 진행되었다. 촬영지는 끄라비의 카오파놈벤차 국립공원, 뜨랑의 핫차오마이 국립공원 내 꼬끄라단, 그리고 팡응아의 아오팡응아 국립공원이었다. 꼬끄라단의 선셋 비치는 델가도 가족이 일생튀베르 섬에 도착하는 장면을 촬영하는 데 사용되었다. 티타노사우루스 시퀀스는 끄라비의 탭프릭에 있는 들판에서 촬영되었다. 클라인 팀은 가뭄으로 인해 이 장면을 위해 키 큰 풀을 심는 데 실패했고, 대신 잉글랜드의 원예가를 고용하여 관개 시스템을 설치하여 이를 달성했다. 태국에서 촬영하는 동안 필름 사용은 현상 작업을 위해 영국으로 데일리를 보내야 했기 때문에 단점으로 작용했다. 총괄 프로듀서 데니스 스튜어트에 따르면, "필름이 잘 도착할지 5일 동안 궁금했고, 세트를 철거하고 배우를 보내도 될지, 아니면 장면을 다시 찍어야 할지 궁금했다. 하지만 단 하나의 문제도 발생하지 않았다."
촬영은 2024년 7월 몰타의 칼카라에 있는 몰타 필름 스튜디오로 옮겨졌다. 그곳에서의 촬영에는 모사사우루스와 관련된 보트 공격 장면이 포함되었다. 일부 스턴트 장면은 스튜디오 내의 물탱크에서 촬영되었고, 해양 촬영은 인근 지중해에서 이루어졌다. 에드워즈는 이 장면 촬영이 "매우 어려운" 경험이었다고 인정했다. 복잡한 촬영을 위해 보트는 탱크에 있는 대형 유압 짐벌 위에 놓였다. 요한슨은 "햇볕을 피할 수 없었다. 매일 땀을 흘렸다. 그리고 30피트 [9미터] 상공에 있는 장비 위에서 움직이고 있었고, 이 모든 물이 대포에서 당신을 향해 쏟아지고 있었다. 잔인했다."라고 말했다.
2024년 8월, 촬영은 런던과 영국의 스카이 스튜디오 엘스트리로 옮겨졌다. 연구실과 터널 네트워크를 포함한 인젠 시설은 스카이 스튜디오의 세 개의 사운드 스테이지에 건설되었다. 인공 정글, 주유소 미니 마트, 그리고 조라의 보트 내부와 고대 사원 등이 스카이 스튜디오에 건설되었다. 또한 그곳에 지어진 70피트 높이의 절벽 벽은 조라 팀이 사원으로 로프를 타고 내려가는 장면을 위한 것이었다. 이 장면에 폭포는 인도 폭포의 영상을 사용하여 시각 효과로 추가되었다. 박물관 장면은 영국의 올드 로열 해군 대학에서 촬영되었다.
티라노사우루스 렉스 강 추격전의 시작은 태국의 침수된 채석장에서 촬영되었고, 나머지는 하트퍼드셔의 리 밸리 화이트 워터 센터에서 촬영되었다. 후자의 장소에서는 세트장 바위와 CGI 조경이 사용될 것이다. 가르시아-룰포는 자신의 스턴트 중 일부를 직접 수행했고, 그와 아이아코노는 영화의 수중 장면을 위해 스쿠버 다이빙을 배웠다. 프렌드는 크렙스 캐릭터의 죽음을 묘사하는 장면을 위해 와이어에 매달려야 했다. 알리의 캐릭터 던컨은 원래 디스토르투스 렉스에게 죽는 것으로 쓰여 있었다. 알리가 캐스팅되자 유니버설은 그의 스타 지위 때문에 캐릭터가 살아야 한다고 믿었다. 에드워즈와 알리는 던컨이 쓰여진 대로 죽는 것을 성공적으로 추진했지만, 나중에 유니버설로부터 태국에서 추가 장면을 촬영하여 그가 살아남았음을 보여주도록 지시받았다. 에드워즈는 결국 이 추가 영상을 최종 영화에 추가하기로 결정했다.
켑은 촬영 마지막 몇 주 동안 런던의 세트장에 있었고, 그 전에는 문자 메시지를 통해 에드워즈에게 쉽게 연락할 수 있었다. 에드워즈는 여러 차례 사소한 재작업을 요청했고, 때로는 장면 촬영 몇 분 전에도 요청했다. 촬영은 2024년 9월 27일에 마무리되었지만, 3주 후 뉴욕에서 추가 촬영이 이루어졌다.

### 등장 생물
ILM은 이전 작품들에 이어 영화에 등장하는 공룡 및 기타 선사 시대 동물들의 CGI를 담당하기 위해 복귀했다. 제한된 사전 제작 기간으로 인해 《쥬라기 월드: 새로운 시작》 제작진은 애니매트로닉스를 많이 활용할 시간이 없었으며, 이는 이전 두 작품과의 차이점이다. 그러나 배우들을 돕기 위해 현장 자료는 여전히 사용되었다. 존 놀란은 《쥬라기 월드: 도미니언》에서 복귀하여 머리, 팔다리, 발톱 등 실제 공룡 부품을 제작했다. 이들은 주로 조명 및 시선 참조로 사용되었으며, 후반 작업에서 CGI 공룡 모델로 대체될 예정이었다. 이는 에드워즈가 제작 방식의 일관성을 유지하기 위해 화면상에서 여러 제작 방식의 조합을 피하려 했기 때문이다. 이전 영화들과 달리, ILM은 《새로운 시작》의 단축된 사전 제작 기간으로 인해 공룡 디자인을 6주 만에 완성해야 했다. 고생물학자 스티븐 브루사테는 《도미니언》에 이어 공룡 컨설턴트로 복귀했다.
디스토르투스 렉스의 디자인은 에이리언 프랜차이즈의 제노모프와 스타워즈 프랜차이즈의 랜코어에서 영감을 받았다. 불룩한 머리에 대해 ILM의 시각 효과 슈퍼바이저 데이비드 비커리는, "마치 또 다른 동물이 티라노사우루스 렉스 주위에 감겨 있는 것 같다. 가레스는 우리가 그것의 기형 때문에 고통받고 있다는 것을 느끼면서도 동시에 공포를 느끼기를 원했다." 에드워즈는 디스토르투스 렉스의 디자인에 깊이 관여했으며, 그의 제안으로 고릴라와 같은 팔과 움직임을 포함시켰다.
또 다른 유형의 돌연변이 동물인 비행하는 뮤타돈은 익룡과 벨로키랍토르의 조합이다. 이는 켑이 자신의 현관에서 박쥐를 만났던 경험에서 영감을 받았다. 켑은 뮤타돈을 인젠이 초기 시도했던 하이브리드 공룡 제작의 실패작이라고 묘사했다. 뮤타돈은 여러 번의 디자인 변경을 거쳤으며, 일부는 여러 개의 머리와 다양한 사지 구성을 가진 생물로 묘사되었다. 이는 ILM이 공상 과학과 현실성 사이의 균형을 유지하기 위해 노력했기 때문이다. 최종 디자인은 9개월간의 작업 끝에 2024년 말쯤에 선정되었다.
이전 영화 《쥬라기 공원 3》(2001)에 등장했던 공룡인 스피노사우루스가 다시 등장한다. 《새로운 시작》에서는 스피노사우루스가 주로 반수생 동물이라는 새로운 연구 결과를 반영하여 재설계되었다. 비커리에 따르면, "우리는 더 강력한 뒷다리, 훨씬 더 크고 넓은 꼬리, 발 사이의 물갈퀴, 그리고 지방 축적물과 추가 피부 주름을 추가하여 더 짧고 강력한 목의 모습을 주었다." 스피노사우루스의 디자인과 행동을 결정하기 위해 ILM은 악어와 회색곰을 연구했다.
다른 재등장하는 종으로는 아파토사우루스, 안킬로사우루스, 콤프소그나투스, 딜로포사우루스, 모사사우루스, 프테라노돈, 케찰코아틀루스, 티라노사우루스, 벨로키랍토르가 있으며, 파라사우롤로푸스는 사체나 벽화의 형태로 재등장한다. 이전 영화들에 등장했던 개체들과는 다른 개체임을 나타내기 위해 티라노사우루스 렉스는 1969년 영화 《과앙기 계곡》에서 영감을 받아 재설계되었다. 에드워즈는 이를 "더 건강하고, 더 무겁고, 더 근육질이며, 황소와 같은" 동물이라고 묘사했지만, 쥬라기 공원 티라노사우루스 렉스의 전형적인 모습은 유지했다. 뗏목 장면은 ILM에게 도전적이었는데, 팀은 물속에서 동물이 어떻게 움직일지 결정해야 했기 때문이다. 이전 모든 작품들과 마찬가지로, 이 영화 또한 벨로키랍토르가 재등장하며, 《쥬라기 공원 3》에 등장했던 랩터에서 영감을 받은 새로운 디자인을 특징으로 한다.
《새로운 시작》은 티타노사우루스와 아누로그나투스 같은 새로운 종을 소개하며, 둔클레오스테우스의 잘린 머리도 나타나지만, 전체 모습은 나타나지 않고, 미확인된 멸종된 양서류도 등장한다. 기린과 백조의 자연 영상은 티타노사우루스의 짝짓기 의식을 묘사하는 장면을 위해 연구되었고, 코끼리 한 마리가 태국의 풀밭을 걸어가며 CGI 아티스트들의 참고 자료로 사용되었다.
주요 공룡 중 하나이자 영화 시리즈에 새로 등장하는 것은 아퀼롭스이다. 제작진은 18인치 길이의 세 개의 현장 애니매트로닉스를 사용했으며, 각각 꼭두각시 팀이 원격으로 조작했다. 주 애니매트로닉스에는 호흡, 깜빡임, 꼬리 흔들기 등의 움직임을 시뮬레이션하기 위한 수많은 모터가 장착되었다. 이는 출연진과의 긴밀한 상호작용에 사용되었고, 다른 애니매트로닉스는 캐릭터가 생물을 집어 드는 장면에 사용되었으며, 세 번째는 조명 참조에 사용되었다. 3D 프린팅 부품을 풍부하게 사용했기 때문에, 이 꼭두각시들은 일반적인 애니매트로닉스보다 무게가 덜 나갔다.

### 후반 작업
2024년 말까지 에드워즈는 《쥬라기 월드: 새로운 시작》의 첫 편집본을 마쳤다. 그는 영화의 상영 시간을 2시간 이내로 만들고 싶었고, 그의 편집본은 크레딧을 제외하고 1분 정도 짧았다. 에드워즈는 이를 달성하기 위해 5분을 제거했지만, 결국 유니버설 경영진의 요청으로 푸티지를 복원했다. 다른 세 장면은 최종 극장판에는 포함되지 않았는데, 그 중 두 장면은 에드워즈가 제거해도 괜찮다고 생각했다. 세 번째는 주유소 시퀀스에 대한 추가 자료였는데, 그는 이를 "마치 쫓기는 듯한 느낌이 더 들었다. 뭔가 다가오는 긴장감"이라고 묘사했다. 이 장면은 영화의 제3막이 빠른 속도로 쓰여졌기 때문에 영화의 속도를 늦춘다는 이유로 삭제되었다.
후반 작업 중 에드워즈는 잠시 결말에 티라노사우루스 렉스가 나타나 디스토르투스 렉스와 싸우고 의도치 않게 인간을 구하는 아이디어를 고려했다. 프로젝트의 다른 영화 제작자들은 이 아이디어가 독창성이 부족하다는 이유로 거부했는데, 시리즈의 이전 작품들이 이미 공룡 전투로 끝났다는 점을 지적했다. 2025년 3월까지 에드워즈는 ILM과 영화 편집자 자베즈 올슨과 함께 영화를 개봉일에 맞춰 완성하기 위해 일주일에 7일을 일했다.

### 음악
《쥬라기 월드: 새로운 시작》의 음악은 알렉상드르 데스플라가 작곡했으며, 《고질라》 이후 에드워즈와 다시 협력하고 이전 쥬라기 월드 시리즈의 음악을 작곡했던 마이클 자키노를 대체했다. 런던의 애비 로드 스튜디오에서 105인조 오케스트라와 60인조 합창단으로 녹음되었으며, 첫 두 편의 쥬라기 공원 영화 음악을 작곡했던 존 윌리엄스의 이전 음악 테마를 통합했다. 베일리는 클라리넷 솔로를 연주했다. 사운드트랙은 2025년 7월 2일, 영화와 동시에 백 랏 뮤직에서 발매되었다.

## 마케팅
영화의 제목과 두 장의 첫 공개 사진은 2024년 8월 29일에 공개되었다. 《쥬라기 월드: 새로운 시작》은 첫 번째 쥬라기 공원에 대한 경의를 표하는 영화로 홍보되었고, 그 영화의 팬들을 대상으로 마케팅되었다. 첫 번째 예고편은 2025년 2월 5일에 공개되었으며, 그 전에 여러 영화 스틸컷이 공개되었다. 예고편에 대해 《엠파이어》의 벤 트래비스는 영화가 "시각적으로 놀랍고" 첫 번째 쥬라기 공원을 연상시킨다고 느꼈다. 60초짜리 TV 광고는 2025년 2월 9일 제59회 슈퍼볼에서 방영되었다. 두 번째 예고편은 2025년 5월 20일에 공개되었다.
마텔과 레고는 홍보 캠페인의 일환으로 영화 기반 장난감 라인을 생산했다. 다른 마케팅 파트너로는 세븐일레븐 (스피드웨이 및 스트라이프스 편의점)와 펀코가 있었다. 프로 농구 선수 셰이 길저스알렉산더 또한 2025년 NBA 플레이오프 기간에 방영된 TV 광고에 출연했다. 유니버설은 요한슨이 《쥬라기 월드: 새로운 시작》을 홍보하기 위해 인스타그램에 가입하기를 원했지만, 그녀는 그렇게 하지 않아도 영화가 성공할 것이라고 믿어 거절했다. 그녀는 마텔 장난감 라인을 홍보하는 온라인 비디오에 출연했다.

## 개봉
《쥬라기 월드: 새로운 시작》은 2025년 6월 17일 런던의 오데온 럭스 레스터 스퀘어에서 시사회를 가졌다. 유니버설은 2025년 7월 2일 미국에서 영화를 개봉했다.
유니버설의 실사 영화에 대한 프라임 비디오와의 장기 계약의 일환으로, 유료 TV 방영 기간의 첫 4개월 동안은 피콕에서 스트리밍될 예정이며, 이후 10개월 동안은 프라임 비디오로 이동하고, 나머지 4개월 동안은 다시 피콕으로 돌아올 예정이다.

## 반응

### 박스 오피스
2025년 7월 6일 기준, 《쥬라기 월드: 새로운 시작》은 미국과 캐나다에서 1억 4,780만 달러, 다른 지역에서 1억 7,480만 달러를 벌어들여 전 세계적으로 총 3억 2,260만 달러를 기록했다.

#### 북미
더 할리우드 리포터는 초기에 미국과 캐나다에서 5일간의 오프닝 주말 수입을 1억~1억 2,500만 달러로 예측했고, 데드라인 할리우드는 1억 1,500만~1억 3,500만 달러로 예측했다. 개봉 주에 데드라인 할리우드는 전 세계적으로 2억 6천만 달러의 오프닝을 예상했으며, 국내 5일간은 1억 2천만~1억 3천만 달러를 예상했다. 2025년 7월 5일, 5일간의 오프닝 주말 동안 전 세계적으로 3억 1,200만 달러를 벌어들일 것으로 예상되었다. 개봉 첫 날 3,050만 달러를 벌어들였고, 이는 5일간의 오프닝 주말 예측치를 최소 1억 3,350만 달러로 높였다. 다음 날 2,530만 달러를 벌어들였고, 이로 인해 오프닝 주말 예측치는 1억 3,750만 달러로 수정되었다. 7월 4일에는 국내 박스 오피스에서 2,630만 달러를 벌어들였고, 이로 인해 데드라인 할리우드는 5일간의 국내 오프닝 주말 수익 예상치를 1억 4,120만 달러로 수정했다. 7월 5일에는 국내에서 3,560만 달러를 벌어들였고, 이로 인해 데드라인 할리우드는 5일간의 오프닝 주말 예측치를 1억 4,530만 달러로 높였다. 7월 4일 5일 연휴 동안 1억 4,780만 달러를 벌어들여 박스 오피스 1위를 차지했으며, 3일간의 주말 동안 9,200만 달러를 포함하여 같은 기간 전 세계적으로 3억 2,260만 달러를 벌어들였다.

#### 해외
인도에서 시사회가 없는 상태에서 프랜차이즈 사상 최고의 개봉일 수익을 기록했다. 이 영화의 최고 흥행 지역은 중국(4,100만 달러), 영국(1,660만 달러), 멕시코(1,390만 달러), 독일(760만 달러)이다.

### 비판적 반응
리뷰 애그리게이터 웹사이트 로튼 토마토에서 52% 294명의 평론가의 리뷰는 긍정적이다. 이 웹사이트의 대체적인 의견은 다음과 같다: "갈기갈기 찢는 듯한 설정과 진부한 클리셰로 기본으로 돌아간 《쥬라기 월드: 새로운 시작》은 이 선사 시대 프랜차이즈를 진화시키지는 못했지만, 가장 믿을 수 있는 DNA의 일부를 복원한다." 가중 평균을 사용하는 메타크리틱은 이 영화에 100점 중 51점을 부여했으며 이는 53명의 평론가를 기반으로 "혼재되거나 평균적인" 평가를 받았다. 시네마스코어에서 설문 조사한 관객들은 이 영화에 A+부터 F까지의 척도에서 평균 "B" 등급을 주었다.
비평가들의 초기 반응은 엇갈렸다. 《버라이어티》의 피터 데브루게는 《새로운 시작》이 "스필버그가 32년 전에 제공했던 것과 동일한 기본 라이드의 업데이트 버전을 제공하지만, 시리즈의 전체적인 신화에 필수적이라고 느껴지지도 않고, 프랜차이즈가 어디로 향할지 알려주지도 않는다"고 인정했다. 더 할리우드 리포터의 데이비드 루니는 "에드워즈는 분명히 열렬한 스필버그 팬이며, 특히 죠스를 연상시키는 개방 수역 장면에서 미묘한 오마주를 곳곳에 심어놓았다. 《쥬라기 월드: 새로운 시작》이 누구의 순위 목록에서든 최고를 차지할 것 같지는 않다. 그러나 오랜 팬들은 즐거울 것이다"라고 썼다. 《가디언》의 피터 브래드쇼는 "최신작은 최근의 졸작들 이후 본래의 모습을 되찾았으며, 예상대로 스필버그 스타일의 설정과 주연들 간의 훌륭한 로맨틱 케미스트리를 보여준다"고 썼다. 《더 랩》의 빌 브리아는 ""쥬라기"는 높은 기준을 세운 것과 함께 살아야 한다. 물론 오리지널 영화는 산업을 혁신했으며, "새로운 시작"은 이 점을 너무나도 잘 알고 있다. 이는 공룡이 지루해진 대중에게 옛날 이야기가 되는 메타적인 주제에서 볼 수 있다. 하지만 치즈버거가 이제 어디서나 구할 수 있다고 해서 맛있을 수 없다는 뜻은 아니다. "쥬라기 월드: 새로운 시작"은 잘 만들어진 치즈버거이며, 그것이 충분히 만족스럽고 흥미로운지는 당신의 식욕에 달려 있다"라고 썼다. 데드라인 할리우드의 피터 해먼드는 "이 인간들이 본질적으로 혈액 샘플을 얻기 위해 다른 시대의 정말 무섭고 거대한 생물들과의 만남이 보장된 금지된 정글을 방문하기로 계약했다는 것을 믿기 어려울 수도 있지만, 만약 당신이 그 전제에 동의한다면 모두가 즐거운 시간을 보낼 것이다"라고 썼다. 《텔레그래프》의 팀 로비는 《새로운 시작》에 만점인 별 다섯 개를 주며 오리지널 이후 시리즈 최고의 영화라고 평했다. 그는 또한 영화의 시각 및 사운드 디자인을 칭찬하며 첫 번째 영화 이후 가장 멋지고 가장 좋은 소리를 가졌다고 말했다.
《엠파이어》의 비평가 이안 프리어는 "대담하거나 특별한 것은 없지만, 빠르고 높은 지점과 느리고 낮은 지점을 가진 재미있고 잘 만들어진 여름 테마파크 놀이기구를 선사한다. 즐겁지만 여운이 남지는 않는다"고 평했다. BBC의 캐린 제임스는 《새로운 시작》이 "원작 쥬라기 공원에서 만들어진 틀을 따르지만, 원작과 견줄 만한 수준은 아니며" 프랜차이즈에서 가장 약한 작품이라고 평했다. 벌처의 앨리슨 윌모어는 "관객들은 쥬라기 월드 시리즈가 파는 것에 대한 열정을 아직 잃지 않았을 수도 있지만, 영화를 만들 책임이 있는 사람들은 아이디어가 고갈되었다. 《새로운 시작》은 프랜차이즈 자체의 예언을 이행하듯, 정말 지루한 영화가 되었다"고 말했다.
블러디 디스거스팅의 메이건 나바로는 "《쥬라기 월드: 새로운 시작》은 올바른 방향으로 한 발짝 나아갔지만, 이전 삼부작은 이 프랜차이즈를 너무 심하게 궁지에 몰아넣어서 이제 이 시리즈는 멸종될 때가 된 것 같다"고 썼다. 리틀 화이트 라이즈의 데이비드 젠킨스는 "에드워즈의 참여는 이 침체되고 끝없는 프랜차이즈가 전환점을 맞이할 것이라는 우리의 희망을 불태우는 유일한 것이었다. 하지만 전속력으로 작업하더라도, 이 지쳐버린 작품에는 잘못되고, 어리석고, 파생적인 부분이 너무 많다. 배우들은 유능하고, 몇몇 재미있는 대사가 있으며, 효과는 완벽하다. 하지만 전체적으로 우리가 계속해서 보아온 것과 똑같다는 느낌이 들고, '새로운 모자'의 추가는 신선한 것을 만들기 위한 선물이라기보다는 성가신 것으로 간주되었다"고 썼다. 인버스의 시단트 아드라카는 "《새로운 시작》은 진정으로 새로운 것이 없으며, 독창적이거나 장난기 넘치는 방식으로 옛것을 거의 제시하지 않는다. 그런 경우, 나머지 시리즈와 명목상의 연관성만 있다는 것이 위안이 될 것이다"라고 썼다.
RogerEbert.com의 크리스티 르마르는 "여기에는 영리한 시각적 개그, 속임수, 미끼와 스위치에서 간헐적인 즐거움이 있다. 이러한 순간들은 《쥬라기》 영화가 오랫동안 제공해왔던, 비록 수익이 줄어들기는 했지만, 무심한 여름날의 흥분을 상기시킨다. 하지만 그 거대한 발자국은 예전만큼 위압적이지 않다"고 썼다. 조블로닷컴의 크리스 범브레이는 "올 여름의 큰 실망 중 하나인 《쥬라기 월드: 새로운 시작》은 마침내 이 프랜차이즈가 긴 휴식이 필요하다는 것을 증명할 수도 있다"고 썼다. 《로스앤젤레스 타임스》의 에이미 니콜슨은 이 영화를 비판하며 "경외심이나 명성 없이 단순한 괴물 영화"라고 불렀다.
일부 비평가들은 영화에 등장하는 스니커즈와 하이네켄과 같은 브랜드의 노골적인 제품 간접 광고가 산만하다고 지적했다.

## 같이 보기
- 공룡을 소재로 한 영화 목록

## 내용주
1. ↑  《쥬라기 월드》(2015)에 묘사된 바와 같다.